# 黑素皮质素受体
黑素皮质素受体（英語：Melanocortin receptor，缩写MCR）是七跨膜的G蛋白偶联受体中视紫质家族的一员，在人类基因组包括五个成员，各自对不同黑素皮质素有不同亲和活性：
- MC1R，MC1R与遗传色素沉着有关。
- MC2R，MC2R也被称为ACTH受体，能特异性结合促腎上腺皮質激素（ACTH）。
- MC3R，MC3R
- MC4R，MC4R缺陷是常染色体显性肥胖症的一个原因，占所有早发性肥胖病例的6%[5]。
- MC5R，MC5R。